# فلاديمير ماتيوشينكو
فلاديمير فلاديميروفيتش ماتيوشينكو (بالبيلاروسية: Уладзімір Уладзіміравіч Мацюшэнка؛ مواليد 4 يناير 1971) هو مقاتل فنون القتال المختلطة بيلاروسي.

## وصلات خارجية
- فلاديمير ماتيوشينكو على موقع يو إف سي (الإنجليزية)
- فلاديمير ماتيوشينكو على موقع بيلاتور (الإنجليزية)
- فلاديمير ماتيوشينكو على موقع شيردوغ (الإنجليزية)
- فلاديمير ماتيوشينكو على موقع قاعدة بيانات المصارعة الدولية (الإنجليزية)
- فلاديمير ماتيوشينكو على موقع IMDb (الإنجليزية)
- فلاديمير ماتيوشينكو على موقع قاعدة بيانات الفيلم (الإنجليزية)